# Киста (гостиница)
Гостиница Киста (укр. Готель Кіста) — бывший отель в Севастополе, располагавшийся в историческом центре города на Екатерининской площади, у Графской пристани (ныне площадь Нахимова, 2; здание принадлежит Техническому управлению Черноморского флота Российской Федерации). Своим названием обязана первому владельцу гостиницы голландцу Фердинанду Кисту.

## Описание здания
Гостиница представляла собой П-образное в плане сооружение с инкерманского камня, состоявшее из трех зданий. Наиболее раннее — двухэтажное, построено во второй половине XIX века, затем в 1890 году появился трехэтажный корпус, а в конце века их объединили с восточной стороны еще одной застройкой. Стиль комплекса был эклектичен: фасад, обращенный к площади, выполнен в формах позднего классицизма, восточный — позднего итальянского ренессанса. Морской фасад имел два ряда лоджий, перекрытых на третьем этаже арками. Главный вход в здание был со стороны Екатерининской площади, он был подчеркнут балконом на столбах, дополнен дорическими колоннами, на уровне третьего этажа балкон переходил в лоджию с полуциркульной аркой.
В отеле было 85 номеров, цена которых варьировала от 1 до 15 рублей в сутки. На втором этаже в большом фойе находился ресторан гостиницы в котором можно было позавтракать за 50 копеек, пообедать за 1 рубль, поужинать за 75 копеек. В меню значилось: ерши агротень, вареники ленивые, щи николаевские, солянка сборная, рассольник, свиная ножка, гуляш, буженина с капустой. На десерт кизиловое, грушевое мороженое, арбуз, дыня и различные напитки.

## История
Гостиница была открыта 2 апреля 1891 года. Первым его хозяином был Фердинанд Кист, потомок плотника-корабела Киста, которого Пётр I вывез из Голландии в Россию. После окончания Крымской войны он купил в Севастополе земельный участок, где впоследствии была построена гостиница.
Гостиница считалась лучшей в дореволюционном Севастополе, здесь останавливались многие знаменитости: Максим Горький (1900 год), Лев Толстой (1901 год), Константин Станиславский (1905 год), Антон Чехов, Леся Украинка, Федор Шаляпин (1916 год), Александр Вертинский и другие. Ресторан гостиницы любил посещать один из первых профессиональных летчиков начала XX века Леонид Ефимов, а также его коллеги по Качинской офицерской летной школе. В 1920-м году в отеле проживал командующий Добровольческой армией В. З. Май-Маевский, а его адъютант — П. В. Макаров, был арестован в одном из номеров отеля. Последние дни пребывания в Севастополе провел в гостинице Киста командующий Русской армией барон П. Н. Врангель.
В 1920-е годы в здании размещался Дворец труда, в 1930-е годы - санаторий, а после освобождения Севастополя в мае 1944 года — штаб Черноморского флота, для которого в 1958 году построили новое здание. В 1960 году архитектор А. В. Бобков составил проект незначительной реконструкции комплекса для размещения в нем судостроительного техникума. В 1985 году здание передали ЧФ РФ.

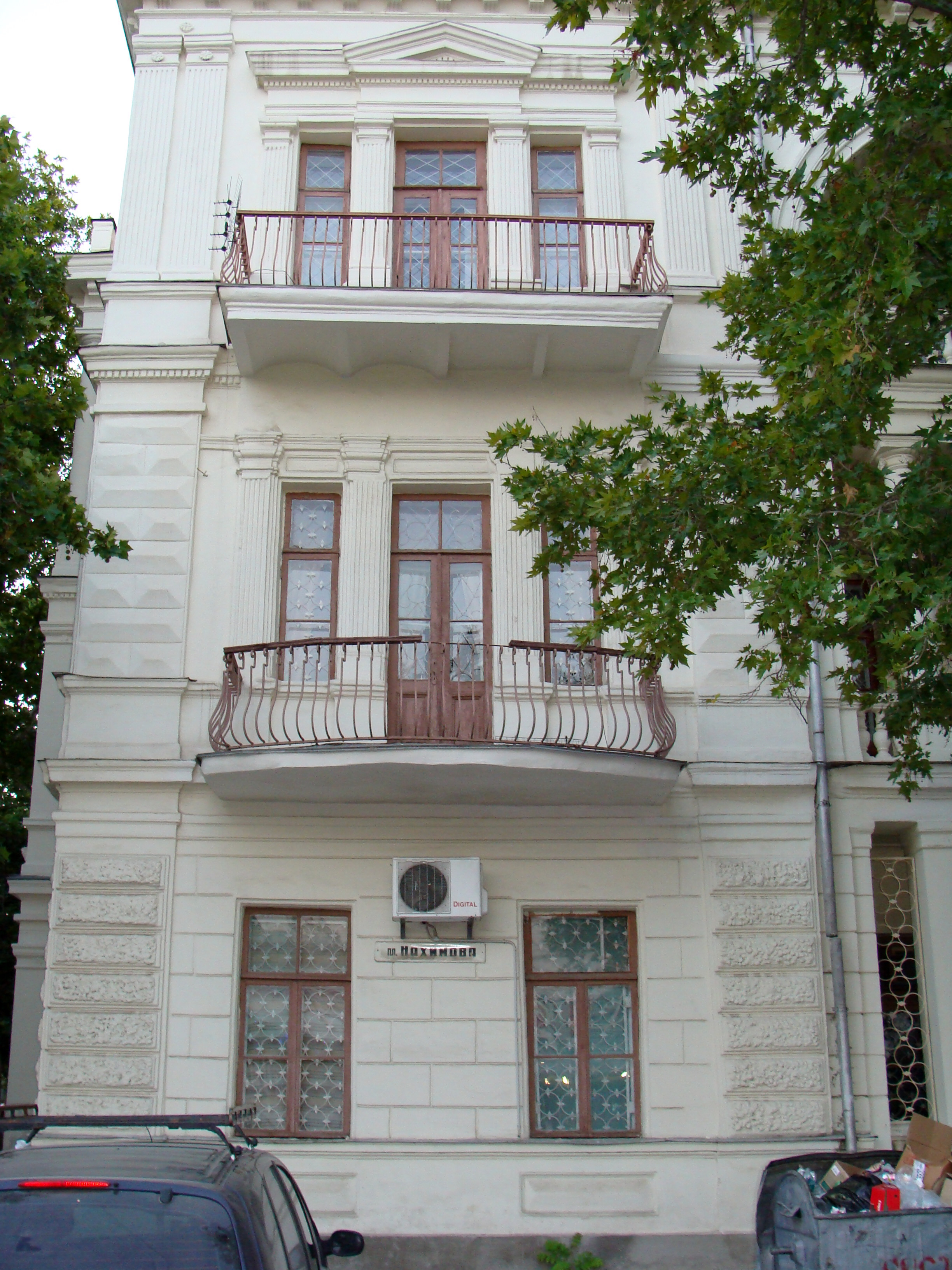
Здание бывшей гостиницы

В 2002 году архитектор А. Л. Шеффер разработал проект трехэтажной пристройки с мансардой для Делового и культурного центра мэрии Москвы.

## Мемориальные доски
На стене здания установлены две мемориальные доски, посвященные:
- бывшему командующему Черноморским флотом адмиралу В. Касатонову;
- писателю Л. Толстому.